# Cheilinus quinquecinctus
Cheilinus quinquecinctus е вид бодлоперка от семейство Labridae. Видът не е застрашен от изчезване.

## Разпространение и местообитание
Разпространен е в Джибути, Еритрея, Йемен и Сомалия.
Среща се на дълбочина от 0,9 до 58 m, при температура на водата от 25,8 до 29,3 °C и соленост 32,3 – 35,4 ‰.

## Описание
На дължина достигат до 40 cm.